# 新安街道 (七台河市)
新安街道，是中华人民共和国黑龙江省七台河市新兴区下辖的一个乡镇级行政单位。

## 行政区划
新安街道下辖以下地区：
洪雁社区和雄鹰社区。